# Unia Zborów Baptystycznych Holandii
Unia Zborów Baptystycznych w Holandii (hol. Unie van Baptisten Gemeeníen in Nederland) – największy baptystyczny związek wyznaniowy w Holandii.
Początki baptyzmu w Holandii to pierwsza dekada XVII wieku. W 1609 w wyniku prześladowań angielski purytanin John Smyth wyjechał do Amsterdamu, gdzie zetknął się z anabaptystami, w wyniku czego założył pierwszy zbór baptystyczny. Zbór jednak nie przetrwał długo i szybko przestał istnieć. Odrodził się on w 1611 w Londynie i stał się podstawą rozwoju baptyzmu anglosaskiego.
Dopiero w XIX wieku powstał w Niderlandach pierwszy zbór baptystów, który przetrwał znacznie dłużej. W 1881 siedem gmin baptystycznych powołało Unię Baptystyczną w Holandii.
Obecnie denominacja zrzesza 10 602 ochrzczonych członków w 77 zborach. Jest członkiem Światowego Związku Baptystycznego i Europejskiej Federacji Baptystycznej.